# FLiPLiPS
『FLiPLiPS』（フリップリップス）は、FM802で2008年10月6日から2018年3月29日まで放送されていたラジオ番組。

## 概要
2008年10月期の大型改編によって同年10月6日からスタートした番組。一部のコーナーは前番組『FLOWER AFTERNOON』から引き継いでいる。
2018年3月29日放送回で終了となった。後続番組は『UPBEAT!』で加藤真樹子は同番組に続役する一方、内田絢子は『BRIGHT MORNING』を担当することになった。

## テーマ曲
いずれもオープニングテーマ曲として使用。
- 2017年4月3日 - 2018年3月29日：Czecho No Republicのジングル
- 2008年10月6日 - 2017年3月30日：THE SCHOOL「Can't Understand」

### 放送時間
- 月 - 木曜日 11:00 - 15:00

祝日は「HOLIDAY SPECIAL」を放送するため休止・短縮されることがあった。

## DJ
- 月・火曜日 - 内田絢子（2011年10月 - 2018年3月）
- 水・木曜日 - 加藤真樹子（2008年10月 - 2018年3月）

### 過去の担当DJ
- 尾上さとこ（2008年10月 - 2011年9月、月・火曜日担当）

## タイムテーブル
|             | 月曜日                                                             | 火曜日                                                             | 水曜日                                                             | 木曜日                                                             |
| ----------- | ------------------------------------------------------------------ | ------------------------------------------------------------------ | ------------------------------------------------------------------ | ------------------------------------------------------------------ |
| 11:00       | オープニング                                                       | オープニング                                                       | オープニング                                                       | オープニング                                                       |
| 11:13       | Traffic Information                                                | Traffic Information                                                | Traffic Information                                                | Traffic Information                                                |
| 11:15-11:45 | CRACK A SMILE                                                      | CRACK A SMILE                                                      | CRACK A SMILE                                                      | CRACK A SMILE                                                      |
| 11:45       | Headline News                                                      | Headline News                                                      | Headline News                                                      | Headline News                                                      |
| 12:00       | 時報                                                               | 時報                                                               | 時報                                                               | 時報                                                               |
| 12:00-12:15 | 沢井製薬 Heartful Voice                                            | 沢井製薬 Heartful Voice                                            | 沢井製薬 Heartful Voice                                            | 沢井製薬 Heartful Voice                                            |
| 12:10-12:55 | LUNCH TIME REQUEST                                                 | LUNCH TIME REQUEST                                                 | LUNCH TIME REQUEST                                                 | LUNCH TIME REQUEST                                                 |
| 12:30       | Weather Information                                                | Weather Information                                                | Weather Information                                                | Weather Information                                                |
| 12:32       | Traffic Information                                                | Traffic Information                                                | Traffic Information                                                | Traffic Information                                                |
| 13:00       | 時報                                                               | 時報                                                               | 時報                                                               | 時報                                                               |
| 13:00-13:15 | COMING UP                                                          | COMING UP                                                          | COMING UP                                                          | COMING UP                                                          |
| 13:16       | Traffic Information                                                | Traffic Information                                                | Traffic Information                                                | Traffic Information                                                |
| 13:20-13:40 | GOOD 4 YOU                                                         | メルセデス・ベンツ和歌山 Have a Happiest Time                      | メルセデス・ベンツ和歌山 Have a Happiest Time                      | GOOD 4 YOU                                                         |
| 13:40       | Headline News                                                      | Headline News                                                      | Headline News                                                      | Headline News                                                      |
| 13:42       | Weather Information                                                | Weather Information                                                | Weather Information                                                | Weather Information                                                |
| 14:00       | 時報                                                               | 時報                                                               | 時報                                                               | 時報                                                               |
| 14:00-14:30 | SO FINE!                                                           | LOTTE SO FINE!                                                     | SO FINE!                                                           | SO FINE!                                                           |
| 14:31       | Traffic Information                                                | Traffic Information                                                | Traffic Information                                                | Traffic Information                                                |
| 14:35       | はぴねすくらぶ RADIO CART                                          | はぴねすくらぶ RADIO CART                                          | はぴねすくらぶ RADIO CART                                          | はぴねすくらぶ RADIO CART                                          |
| 14:55       | 番組終了（CMを挟まずにHeadline NewsとWeather Informationが入る。） | 番組終了（CMを挟まずにHeadline NewsとWeather Informationが入る。） | 番組終了（CMを挟まずにHeadline NewsとWeather Informationが入る。） | 番組終了（CMを挟まずにHeadline NewsとWeather Informationが入る。） |

## 主なコーナー
CRACK A SMILE
生活に役立つさまざまな情報(イベント情報や商品の紹介を含む)を届ける。時期によりスポンサーが付き、内容が変更されることがある。
- 月曜日: ハッピーサラダ - ジュニア野菜ソムリエの内田が、今が旬の野菜を使ったサラダを紹介する。
- 火曜日: 街へ飛び出せ! STEPPIN' OUT - 内田が街中で開催されているイベントを紹介する。
- 水曜日: 水曜ライブラリー - 旧作・新作にかかわらず、映画、本、音楽のアルバムの中から、加藤のライブラリーにある作品を毎週一つずつ紹介する。
- 木曜日: 具ッモーニン★エブリッチ サンドイッチ - 前身の「サンドイッチ、食べてみっち」に続くサンドイッチのコーナー。毎月異なるテーマで様々なサンドイッチを紹介。加藤がオープニングで発表した3つのキーワードに完全に一致する曲を「サンドイッチミュージック」をリスナーが予想し、当たると「エブリッチ」となる。

過去のCRACK A SMILE
- 2015年6月29日までの毎週月曜日: 朝日新聞 CRACK A SMILE - 内田が「素敵だな」と思う働く女性にインタビューを行い、女性の輝きの源を探った。
- 2008年から2015年3月26日までの毎週木曜日: ヒガシマル醤油 CRACK A SMILE - 加藤が番組専属の料理人とともに料理レシピの紹介をしていた。

期間限定CRACK A SMILE
- 木曜日: どっちもたかつき CRACK A SMILE - 高槻市の定住促進サイト「どっちもたかつき」のタイアップコーナー。高槻市の魅力を様々な角度から紹介する。2015年9月からの3か月間と、2016年8月からの3か月間放送。

沢井製薬 Heartful Voice
電話でリスナーとランチタイムトークを行い、最後にリスナーの「いただきます」で締める。
LUNCH TIME REQUEST
ランチタイムに聞きたい曲のリクエストを受け付ける。プレゼントもあり。
2015年3月25日まで、毎週水曜日の12:10から12:30までは「大寅蒲鉾 LUNCH TIME REQUEST-LUNCHBOX MESSAGE-」。蒲鉾にまつわるメッセージを添える条件で楽曲リクエストを受け付け、紹介されたリスナー全員に大寅蒲鉾の蒲鉾詰め合わせがプレゼントされた。
COMING UP
毎日一つの特集を組んで、それに沿った曲をオンエアしている。また、ゲストが来た際のゲストコーナーとしても利用される。
GOOD 4 YOU
リラックス出来る音楽と共に、日替わりで情報を提供している。時期によりスポンサーが付き、内容が変更されることがある。
- 月曜日: 名言カタログ - さまざまな偉人の名言を紹介。
- 木曜日: 週末かとりっぷ - 加藤による週末おすすめのお出かけスポット紹介コーナー。旅行シーズンが近づくと日本旅行がスポンサーに付き、実際に旅行した加藤ならではの視点で紹介する。

メルセデス・ベンツ和歌山 Have a Happiest Time
2014年10月7日に火曜日の放送が開始。2015年10月7日からは水曜日にも放送。和歌山マリーナシティにあるメルセデス・ベンツ和歌山がスポンサーであるが、イオンモール和歌山の最上階にある「メルセデス・ベンツ和歌山 イオンモールプラザ」の紹介もあり、当番組とのこだわりコラボレーションメニューも紹介される。
- 火曜日: 音の一杯 - 内田が毎週異なるアーティストを「音の一杯」として迎える。アーティストはスタジオで生演奏や生歌を披露する。
- 水曜日: ドライブソング - 加藤が毎週異なるアーティストを迎え、こだわりのドライブソングを紹介してもらう。

SO FINE!
毎週、ライブなどの情報を提供しながら、関連する楽曲をオンエアする。火曜以外は時期によりスポンサーが付き、内容が変更されることがある。
- 月曜日: 内田マンション - 3階建ての小さなマンションのオーナー内田が、様々なアーティストの部屋を訪れる。
- 火曜日: ダレダスター - ロッテ提供。毎週出題されるヒントから推理する「スター」を当てるという企画。3つヒントが出され、第1ヒントではじめに正解した人1名と、その他の正解者4名に、番組特製のトートバッグとロッテオーラテクトガムがプレゼントされる。
- 水曜日: みょーじっく・コレクション - 「名字」+「MUSIC」で「みょーじっく」。名付け親はKANA-BOONの谷口鮪。毎週1つの名字をピックアップ。リスナー自身、もしくはリスナー周りのその名字についての情報を募集する。リスナー自薦他薦問わず、その名字の人と電話をつなぐ。
- 木曜日: 2時 DE SHOW - 直近にチケット販売日や当日を迎えるライブを紹介する。

### 過去のコーナー
MY FAVORITE TIME
毎週一つのテーマに添った曲を選曲している。プレイリストは番組ホームページで閲覧可能であり、その際にその曲がEZ着うたフル/着うたに対応しているかを確認できる。
Sound Field